# 조조 간타
조조 간타(일본어: 城定 幹大, 2001년 2월 15일~)는 일본의 축구 선수이다.

## 구단 경력
그는 2023년 J3리그의 후쿠시마 유나이티드 FC에 입단했다.